# (24173) SLAS
(24173) SLAS est un astéroïde de la ceinture principale.

## Description
(24173) SLAS est un astéroïde de la ceinture principale. Il fut découvert le 3 décembre 1999 à Oaxaca de Juárez par James M. Roe. Il présente une orbite caractérisée par un demi-grand axe de 2,79 UA, une excentricité de 0,13 et une inclinaison de 8,3° par rapport à l'écliptique.

## Compléments